# Свинка (приток Полосни)
Свинка — река в Московской области России, правый приток Полосни. Берёт начало в 10 км к юго-западу от районного центра Серебряные Пруды, устье — в 7 км к северу от села Подхожее.
Равнинного типа. Питание преимущественно снеговое. Замерзает обычно в середине ноября, вскрывается в середине апреля:7—8.
Посещение бассейна рек Свинки и Полосни даёт возможность познакомиться со своеобразной красотой природы Заосетринской эрозионной равнины. Верховья реки безлесны, в нижнем течении Свинки находится крупный лесной массив площадью около 400 гектаров.